# Rue Temponières
La rue Temponières (en occitan : carrièra dels Temponièras) est une voie de Toulouse, chef-lieu de la région Occitanie, dans le Midi de la France.

## Situation et accès

### Description
La rue Temponières est une voie publique. Elle se trouve dans le quartier Capitole, dans le secteur 1 - Centre.
Elle débute à l'angle nord-est de la place de la Bourse. Elle forme un carrefour élargi avec les rues Sainte-Ursule et Tripière, qu'elle reçoit au nord. Longue de 113 mètres, son parcours suit une orientation est-ouest. Elle se termine au carrefour connu autrefois comme les « Quatre coins des Changes », où elle reçoit la rue des Changes à droite et donne naissance à la rue Saint-Rome à gauche. Elle est prolongée à l'est par la rue Peyras.
La rue Temponières est une voie semi-piétonne. La chaussée compte une voie de circulation automobile à sens unique, de la place de la Bourse vers la rue des Changes. La vitesse y est limitée à 6 km/h. Il n'existe pas de piste, ni de bande cyclable, quoiqu'elle soit à double-sens cyclable.

### Voies rencontrées
La rue Temponières rencontre les voies suivantes, dans l'ordre des numéros croissants (« g » indique que la rue se situe à gauche, « d » à droite) :
1. Place de la Bourse
2. Rue Sainte-Ursule (g)
3. Rue Saint-Rome (g)
4. Rue des Changes (d)

## Odonymie
L'origine du nom de la rue Temponières est obscure. La première mention de ce nom, au début du XIVe siècle, précise que le nom était alors rue de Temponières, ce qui laisse supposer que ce nom lui venait d'un ancien propriétaire de la rue (carraria de Temponeriis en latin médiéval, 1313). La traduction du nom de la rue en occitan, au début du XXIe siècle, reprend la forme occitane telle qu'on la trouve au milieu du XVe siècle (carrièra de Temponnieras, 1458). Une autre hypothèse laisse suggérer que la rue porte ce nom du fait des nombreuses imprimeries qui y étaient installées à l'époque.
À la fin du XVIIIe siècle, la rue prit le nom de rue Gourmande, peut-être parce qu'on y trouvait des pâtissiers et des rôtisseurs. En 1794, pendant la Révolution française, la rue fut quelque temps désignée comme la rue Coterie, en référence à la « coterie holbachique », expression de Jean-Jacques Rousseau pour désigner les assemblées de philosophes français et européens qu'organisait chez lui le baron d'Holbach.

## Histoire

### Moyen Âge
Au Moyen Âge, la rue de Temponières appartient au capitoulat de la Daurade. C'est une rue importante, qui se situe sur la principale voie qui traverse la ville d'est en ouest, de la porte Saint-Étienne aux ponts qui franchissent la Garonne – le Pont-Vieux, puis le pont de la Daurade à partir du XIIe siècle –, en passant par les rues d'Astorg, Cantegril, Peyras (actuelles rues Antonin-Mercié, Genty-Magre et Peyras), Temponières, des Drapiers (actuelle rue Jacques-Cujas) et de la Daurade. Elle aboutit de plus au carrefour des « Quatre Coins des Changes », au croisement de la Grand-rue, principale artère commerçante de la ville, et à proximité de la Halle de pierre (emplacement de l'actuelle place Étienne-Esquirol).
Près de ce carrefour sont établis de nombreux changeurs, parmi lesquels on compte entre les XIIIe et XVe siècles la famille de Vinhas, qui possède un hôtel particulier couronné d'une massive tour carrée (actuel no 10). À l'ouest de la rue s'étend le quartier des drapiers, artisans et marchands de draps qui ont leur assemblée au « clos de la Draperie » (ancien no 24 rue Jacques-Cujas). On trouve plusieurs marchands enrichis dans le commerce, qui se font élever des hôtels particuliers surmontés de tours de défense et d'observation. La plus importante est la tour de Najac, qui domine le carrefour de la rue Temponières et de la place de la Chapelle-Hugolèse (emplacement de l'actuel no 26 place de la Bourse). Au cœur du quartier marchand, la population de la rue Temponières est donc très mélangée, faite d'artisans, de marchands et de commerçants enrichis.

### Période moderne
Lors du Grand incendie du 7 mai 1463, le quartier de la rue Temponières subit d'importantes destructions. Seules les constructions de brique, comme la tour de Najac et la tour de Vinhas, semblent avoir mieux résisté aux destructions. Pourtant, dans les siècles qui suivent, malgré les règlements des capitouls, qui interdisent de façon répétée les constructions en bois, on continue à élever des maisons en corondage (actuel no 16).
La rue est encore habitée par les membres de l'élite toulousaine, particulièrement les grands marchands, tels le marchand pastellier Pierre Lancefoc, qui fait élever en 1571 une tour capitulaire dans son hôtel (actuel no 12), le marchand Jean de Bermond, capitoul en 1692-1693 et prieur de la Bourse des marchands en 1703, qui vit dans l'ancien hôtel de Vinhas (actuel no 10) et les fonctionnaires royaux, conseillers au Parlement, représentants de la sénéchaussée et de la viguerie, tel Bernard Rabaudy, viguier de Toulouse de 1652 à 1699. L'ampleur des destructions permet également aux élites de réunir de vastes emprises foncières pour faire bâtir leurs hôtels particuliers. C'est ainsi que le marchand François Ricardy, capitoul en 1604-1605, fait construire un hôtel entre la rue de la Bourse et la rue Temponières (actuel no 2). On peut remarquer, parmi les personnalités les plus célèbres, Paule de Viguier, qui habite entre 1571 et 1606 un hôtel particulier entre la rue Tripière (actuel no 10) et la rue Temponières (emplacement de l'actuel no 7).

### Époque contemporaine
Au cours du XIXe siècle, la rue connaît de profonds bouleversements qui lui donnent son visage actuel. Pour améliorer la circulation et l'hygiène dans les rues étroites de la ville, la municipalité mène des travaux d'élargissement et décide de porter la largeur de la rue Temponières à 8 mètres. En effet, la rue Temponières connaît une activité importante, liée en partie au trafic des diligences qui en partent ou y arrivent quotidiennement. À l'angle de la place de la Bourse, l'hôtel de la Bourse est reconstruit en 1836 par les architectes de la ville, Jean Bonnal et Jean-Antoine Raynaud, dans un style architecture néo-classique palladien. Dans la continuité de ces travaux, plusieurs immeubles sont reconstruits jusqu'au milieu du siècle, du côté sud de la rue (actuels no 2, 4, 6, 12 et 14) et même du côté nord (actuel no 9). En 1851, on décide de reconstruire tous les immeubles du côté nord de la rue selon le nouvel alignement. Entre 1852 et 1853, un jury d'expropriation permet d'abattre tous les immeubles. Dans le même temps, plusieurs immeubles sont reconstruits dans le style néo-classique alors en vogue (actuels no 3, 5, 7, 11 et 13). L'immeuble Soucaze, élevé en 1854 au carrefour des Quatre-coins des Changes par Urbain Vitry, est exemplaire de ces reconstructions de prestige (actuel no 15).
Au milieu du XXe siècle, on trouve dans la rue des commerces variés – un primeur, une confiserie, des boutiques de tissus, plusieurs bonneteries –, un café, un bar et deux hôtels. L'activité commerciale ne se dément pas au début du XXIe siècle, quoique . En 2007, dans le cadre de la réduction du trafic automobile dans l'hypercentre, la rue est rendue semi-piétonne.

## Patrimoine et lieux d'intérêt

### Hôtel de la Bourse
Inscrit MH (1975, façades et toitures).
L'hôtel de la Bourse est construit par les architectes Jean-Antoine Raynaud et Jean Bonnal entre 1838 et 1839. L'édifice, à l'angle de la place de la Bourse, prend la place de l'ancienne bourse des Marchands, parfois désignée comme l'hôtel de Bastard.

### Hôtels particuliers

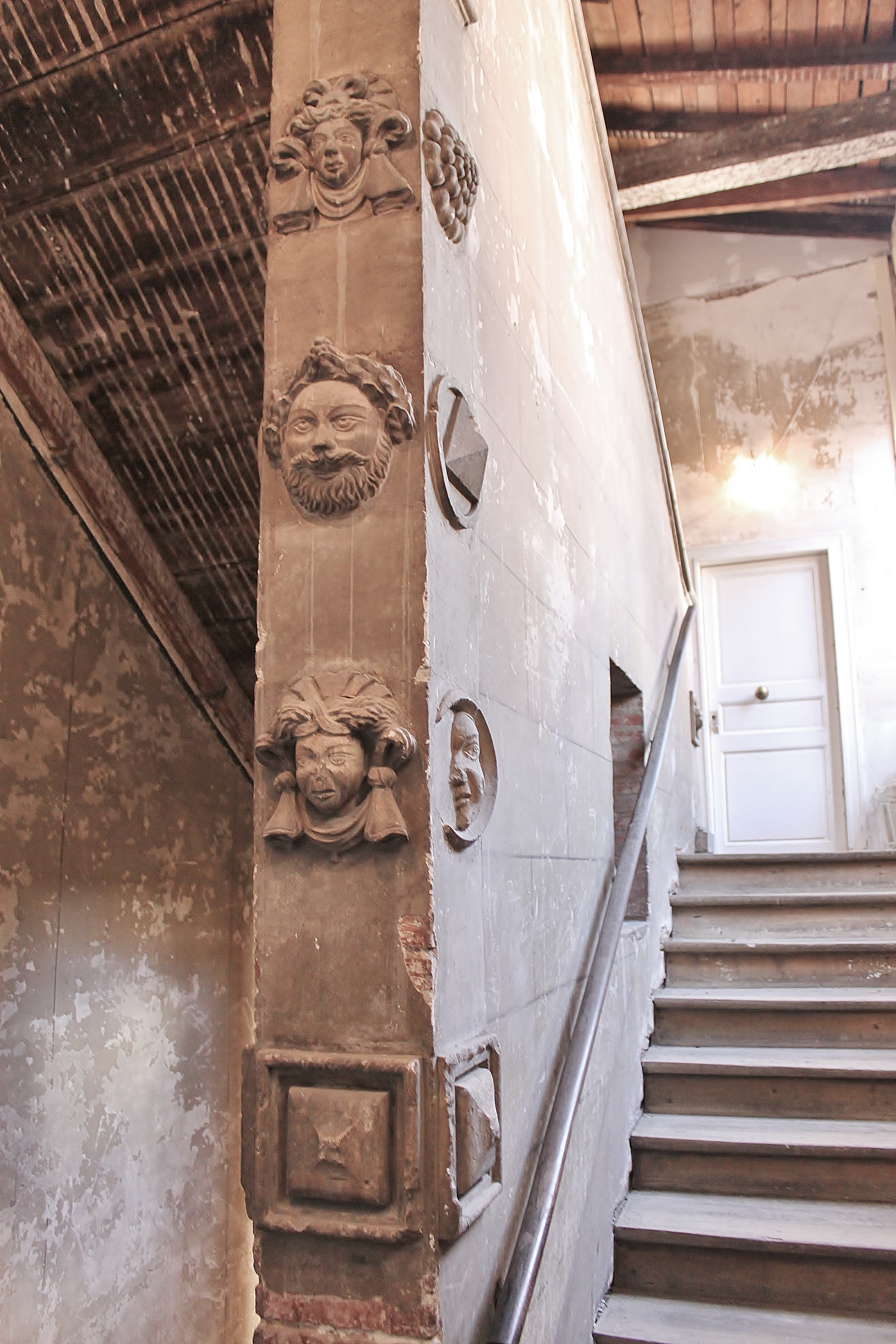
no 2 : escalier de l'hôtel Ricardy.

- no  2 : hôtel Ricardy. 
Le marchand François Ricardy, capitoul en 1604-1605, achète en 1606 un immeuble aux héritiers du marchand Ramond Sarravère, capitoul en 1539-1540, pour y faire construire un hôtel particulier[22]. Sur la rue, une simple porte, modifiée lors de la construction de l'hôtel de la Bourse en 1836, donne accès à un couloir qui mène à une cour centrale, en cœur d'îlot, autour de laquelle s'organisent les corps de bâtiments[23]. L'escalier à rampe droite est caractéristique de la Renaissance tardive. Le mur de refend qui soutient les marches de pierre se termine à chaque palier par un pilier en pierre et brique alternées, dont chaque pierre est ornée sur ses trois faces de sculptures : lunes, croissants, soleils, étoiles, masques et figures géométriques. Sur le pilier du 1er étage se trouve le blason des Ricardy, accompagné de la date d'achèvement des travaux, 1609[8].

- no  7 : hôtel Baynaguet (dit « de la Belle Paule »). 
Un immeuble est construit au cours du XVe siècle : il appartient dans la première moitié du XVIe siècle au marchand François de Baynaguet, capitoul en 1521-1522. Dans la deuxième moitié du siècle, il est passé à Pierre de Baynaguet, conseiller au parlement, qui le fait agrandir sur la rue Tripière (actuels no 8-10) et reconstruire en partie. À sa mort, il est occupé par sa veuve, Paule de Viguier – la « Belle Paule » – jusqu'en 1605[N 1], date à laquelle il est vendu à Guillaume de Jessé, secrétaire du roi et audiencier à la chancellerie du parlement. La façade sur la rue Temponières est reconstruite au milieu du XIXe siècle, à la suite du réalignement des façades[24],[25].

### Immeubles
- no  4 : immeuble. 
L'immeuble, élevé dans le deuxième quart du XIXe siècle, est caractéristique du style néo-classique toulousain de cette période. Aux étages, la façade est encadrée par des pilastres superposés à chapiteaux doriques. Le 1er étage est particulièrement mis en valeur par un balcon continu, doté d'un garde-corps en fonte à balustres et motifs géométriques. Les hautes fenêtres en plein cintre sont encadrées de pilastres et ont des impostes en fonte[26].

- no  8 : immeuble. 
L'immeuble, de style classique, est élevé au XVIIe siècle. Il présente sur rue une façade symétrique. Il s'élève sur trois étages décroissants, séparés par des cordons. Au rez-de-chaussée s'ouvrent deux grandes arcades de boutique en anse de panier. Aux étages, les fenêtres ont des encadrements à crossettes et sont couronnées de corniches moulurées. Des cordons prolongent les appuis. Les niveaux sont desservis par un escalier à balustres en bois[27].

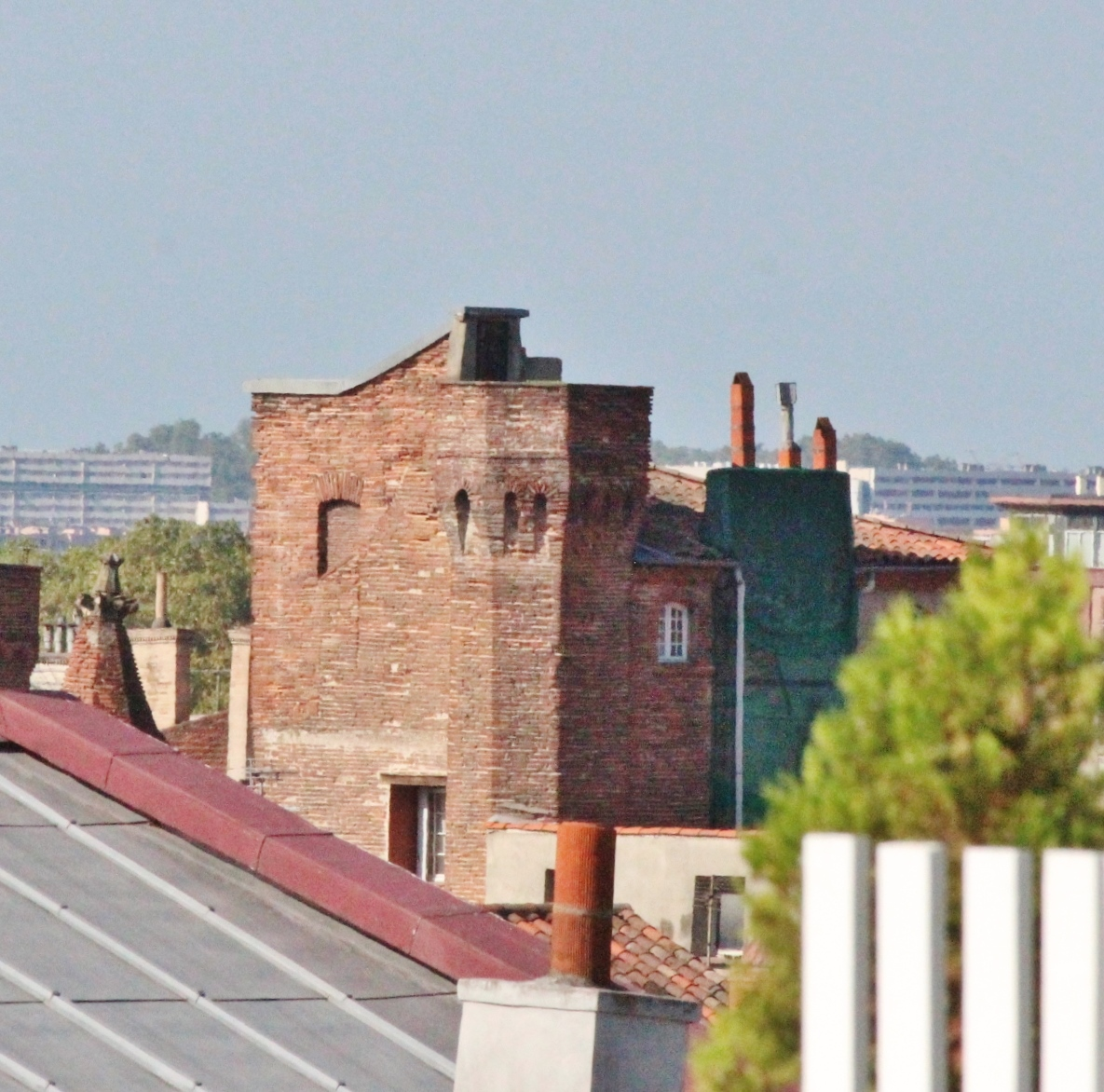
no 10 : vue de la tour de Vinhas et de sa tourelle.

- no  10 : emplacement de l'hôtel de Vinhas ; immeuble. 
L'hôtel de la famille de Vinhas s'élevait à cet emplacement au XIIIe siècle. Les Vinhas, changeurs, accèdent à plusieurs reprises au capitoulat au XIVe siècle et au XVe siècle. Cependant, dans la seconde moitié du XVe siècle, ils ne sont déjà plus propriétaires de l'hôtel, qui passe entre plusieurs mains. 
Le corps de bâtiment sur rue est construit dans le style néo-classique en 1851, afin de suivre l'alignement des façades décidé en 1831 par la municipalité. L'imposante porte cochère, encadrée de pilastres doriques et couronnée d'une frise et d'une corniche du même style, est légèrement décentrée. Elle est surmontée de deux fenêtres rectangulaires coiffées d'un large tympan semi-circulaire. 
Autour de la cour intérieure, les bâtiments avaient déjà été transformés au XVIIe siècle, ne laissant subsister des constructions précédentes que la tour capitulaire. Cette construction carrée a été remaniée, les trois étages ayant été modifiés et la terrasse transformée, au XVIIe siècle, en un étage de mirande. La salle du rez-de-chaussée et la tourelle de la vis d'escalier ont été cependant préservées. La salle du rez-de-chaussée est couverte d'une voûte gothique soutenue par des arcs en ogives de briques carrées, dont la clef de voûte porte le blason des Vinhas. La tourelle hexagonale, que couronne une terrasse et de faux mâchicoulis, se termine par une voûte à huit arêtes dont les retombées reposent sur des culots aux moulures gothiques[28],[29]. Aujourd'hui, l'escalier, qui date du XVIIe siècle, est classé. La cour a été réduite pour y installer une salle de sport sous une grande verrière, qui jouxte la seconde cour de l'hôtel de Boysson.

- no  14 : immeuble Ponsolles. 
L'immeuble est construit en 1833 pour l'épicier Ponsolles, en accord avec le projet d'élargissement et d'alignement de la rue. Il conserve cependant une cave voûtée d'ogive datant du XVe siècle. L'édifice se compose d'un bâtiment à plusieurs corps s'organisant autour d'une cour centrale couverte. La façade sur rue est symétrique et adopte le style néo-classique, renforcé par l'utilisation d'éléments architecturaux provenant de la fabrique de terre cuite fondée par Auguste Virebent en 1829. Le rez-de-chaussée comprend cinq travées pourvues d'arcades et l'arcade centrale comprend deux colonnes qui encadrent la porte d'entrée. Les deux niches circulaires encadrant la travée centrale devaient sans doute être ornées de bustes. Au 1er étage, orné d'un balcon continu en fonte orné de grecques, les fenêtres sont en plein cintre et pourvues de colonnes engagées. Les tympans de ces fenêtres étaient certainement destinés à recevoir un décor en terre cuite. L'élévation est couronné d'une corniche à modillons[30].

- no  15 : immeuble Soucaze. 
L'immeuble est construit en 1854 pour le commerçant Soucaze sur les plans de l'architecte Urbain Vitry. Si la façade principale est sur la rue Saint-Rome, l'immeuble présente sur la rue Temponières quatre travées pourvues d'arcades. L'élévation de l'ensemble est néo-classique et les arcades sont encadrées de pilastres doriques. Les deux travées centrales sont soulignées par un balcon continu en ferronnerie au 1er étage et des balcons du même type aux fenêtres du 2e étage[31].

- no  16 : immeuble en corondage. 
L'immeuble, à l'angle de la rue des Changes, où se trouve l'entrée principale, est une construction en pan de bois difficilement datable, de la fin du XVe ou du XVIe siècle, mais qui conserve des éléments typiques du gothique. Le rez-de-chaussée est maçonné de brique. Aux étages, le pan de bois est masqué par l'enduit. Les niveaux sont séparés par de larges cordons de bois et couronnés d'une frise en lambrequins de bois. Au 1er et au 2e étage, les fenêtres ont un encadrement de bois et des appuis soutenus par de petites consoles[32].

## Personnalités
- Jacques Guillemin-Tarayre (1914-1944) : journaliste à la Dépêche du Midi et Résistant, il vécut dans l'immeuble du no 4. Pendant la Seconde Guerre mondiale, alors qu'il doit devenir rédacteur en chef du journal clandestin du Mouvement de libération nationale (MLN), la République, il est exécuté le 18 août 1944 par des francs-gardes de la Milice, la veille de la Libération de Toulouse. Il est honoré par des funérailles nationales le 22 août[33].

- Paule de Viguier (vers 1535-1610) : issue d'une famille de parlementaires et de pasteliers, elle est connue pour sa beauté qui lui aurait valu le surnom de « Belle Paule ». Les capitouls auraient exigé d'elle qu'elle se promène à visage découvert deux fois par semaine dans les rues de la ville pour que la population puisse la contempler. Elle vécut, entre 1553 et 1605 dans l'hôtel particulier de son premier époux, Pierre de Baynaguet (actuel hôtel Baynaguet, no 7). Elle épousa par la suite Philippe de Laroche, baron de Fontenilles. Elle a donné son nom à l'hôpital mère-enfant de Purpan (actuel no 330 avenue de Grande-Bretagne)[34].